# وادي الشاي
وادي الشاي أحد وديان العراق يقع في جنوب محافظة كركوك شمال العراق، حيث يقع الوادي ضمن مجموعة وديان مثل وادي زغيتون ووادي أبو خناجر .